# Dubac (Bośnia i Hercegowina)
Dubac (cyr. Дубац) – wieś w Bośni i Hercegowinie, w Republice Serbskiej, w gminie Rudo. W 2013 roku liczyła 15 mieszkańców.